# ميل روبرتس
ميل روبرتس (بالإنجليزية: Mel Roberts)‏ هو لاعب كرة قاعدة أمريكي، ولد في 18 يناير 1943، وتوفي في 1 سبتمبر 2007.

## وصلات خارجية
- ميل روبرتس على موقعبيزبول رفرنس.كوم (الدوري الثانوي) (الإنجليزية)